# 刘泽金
刘泽金（1963年10月—），男，山东无棣人，中国激光技术专家，中国人民解放军少将。研究方向是高能激光技术领域，长期在中国人民解放军国防科学技术大学任教。

## 生平
1983年7月入伍，1987年4月加入中国共产党。1986年9月进入中国人民解放军国防科学技术大学应用物理系光学工程专业硕士学习。1993年9月进入中国人民解放军国防科学技术大学应用物理系军用光学专业博士学习。后留校任教，历任光电科学与工程学院院长、科研部部长等职务。2017年升任该校副校长。

## 社会兼职
兼任国务院学位委员会学科评议组成员、中华人民共和国教育部创新团队带头人、军队领军科技人才培养对象。

## 荣誉
2010年，因在科学技术研究中取得显著成绩，获中央军委记一等功。2017年4月，中国工程院网站公布《中国工程院2017年院士增选有效候选人名单》，刘泽金进入中国工程院2017年院士增选候选人名单，属于信息与电子工程学部。